# Zavarba ejtő párhuzamosság
A párhuzamos számítások területén zavarba ejtően párhuzamosítható (angolul embarrasingly parallel) vagy néha kellemesen párhuzamosítható problémának nevezik azokat a problémákat, amelyek nagyon kevés erőfeszítéssel párhuzamosan futtatható feladatokra bonthatók. Ez legtöbbször akkor lehetséges, ha a feladatok között nincsen függőségi viszony. Az ilyen problémákat könnyen lehet számítógépfürtökön szétosztani.

## A kifejezés eredete
A kifejezés pontos eredete nem ismert, először Clove Moler, a MATLAB társalapítójának 1986-os kiadású könyvében jelent meg.
Az alternatív „kellemesen párhuzamos” kifejezés is elterjedt, valószínűleg alkalmasabb azoknak a félreértéseknek elkerülésére, amelyekben a „zavarba ejtő” jelzőt esetleg negatív jelzőként értelmezik.

## Példák
- Prímszám kereső algoritmusok
- Web szervereken statikus állományok kiszolgálása egyszerre több felhasználónak
- Nyers-erő algoritmusok a kriptográfia területén